# James Ley (1er comte de Marlborough)
James Ley (vers 1552-1629) est un juge et homme politique anglais qui siège à la Chambre des communes à plusieurs reprises entre 1597 et 1622. Il est Lord juge en chef d'Angleterre et du pays de Galles de la Cour du banc du Roi en Irlande puis en Angleterre et Lord grand trésorier de 1624 à 1628. Le 31 décembre 1624, Jacques Ier le crée baron Ley, de Ley dans le comté de Devon, et le 5 février 1626, Charles Ier le crée comte de Marlborough. Les deux titres se sont éteints à la mort du 4e comte de Marlborough en 1679.

## Jeunesse
James Ley est le plus jeune fils du soldat et propriétaire terrien Henry Ley (mort en 1574), de Teffont Evias, Wiltshire, où il est né vers 1552 . Sa mère est Dyonisia de St. Mayne, ou St. Maure, fille de Walter St. Maure. Il fréquente les universités de Cambridge et d'Oxford et obtient son diplôme du Brasenose College en 1574 . Il suit ensuite une formation d'avocat, devenant conseiller de Lincoln's Inn et lecteur de Furnival's Inn.
Le frère aîné de Ley, Matthew, est également député de Westbury .

## Service public
Ley est élu député de Westbury en 1597. En 1603, il est nommé juge sur le circuit de Carmarthen. En novembre, il devient sergent et en décembre Jacques Ier le fait chevalier : Jacques se forme une haute opinion de ses capacités. Il est de nouveau élu député de Westbury en 1604, puis le roi Jacques l'envoie à Dublin en tant que Lord Chief Justice du banc du Roi en Irlande. Il siège également au Conseil privé d'Irlande. Il est diligent dans ses fonctions officielles et est le premier juge à tenir des assises à Wicklow. Entre autres choses, il fait traduire le livre anglais de la prière commune en irlandais et cherche à imposer la fréquentation de l'église protestante à la noblesse catholique irlandaise. En conséquence, il devient très impopulaire et un flot de plaintes est envoyé en Angleterre concernant la sévérité de son administration.
Ley est rappelé en Angleterre en 1608, apparemment pour informer le Conseil privé anglais de la colonisation de l'Ulster. Il est ensuite nommé au poste lucratif de procureur général de la Cour des quartiers. Il est à nouveau député de Westbury en 1609-1614 et est élu député de Bath en 1614. Il est fait baronnet en 1619. En 1621, il est nommé juge anglais à Westminster lorsqu'il devient Lord juge en chef d'Angleterre et du pays de Galles. Il est de nouveau élu député de Westbury en 1621, mais doit présider la Chambre des lords à la suite de la disgrâce de Francis Bacon, bien qu'il ne soit pas nommé Lord grand chancelier, malgré une offre de 10 000 £ pour le poste. La même année, il épouse sa troisième femme Jane Boteler, nièce du premier favori royal, le duc de Buckingham.
À la fin de 1624, grâce à l'influence de Buckingham, Ley remplace Cranfield en tant que Lord grand trésorier, prêtant également serment en tant que conseiller privé. Il est créé baron Ley, puis en 1626 comte de Marlborough. Son mandat de trésorier est difficile en raison des difficultés financières de Charles Ier et de son propre manque d'expérience dans le monde de la finance. Il s'en retire en 1628, et de juillet 1628 à décembre 1628, il est Lord président du Conseil. Cependant, il se retire bientôt à Lincoln's Inn et meurt en mars suivant. On se souvient de lui comme d'un piètre homme d'État mais d'un juge compétent et impartial.
Ley est un membre fondateur de la Société des Antiquaires. Aucun de ses ouvrages sur des sujets juridiques ou antiquaires n'est publié de son vivant, mais son petit-fils James Ley (3e comte de Marlborough) organise la publication de son traité sur la tutelle en 1642, et une collection de rapports de droit en 1659. Quatre de ses articles à la Society of Antiquaries sont publiés par Thomas Hearne dans sa Collection of Curious Discourses (1720).

## Famille
Ley épouse d'abord Mary Pettie, fille de John Pettie et Elizabeth Savage, de Stoke Talmage, Oxfordshire, dont ils ont trois fils et huit filles, dont :
- Henry Ley (2e comte de Marlborough)
- William Ley, 4e comte de Marlborough
- Lady Hester Pulter, la poétesse
- Anne Ley, qui épouse Sir Walter Long de Draycot Cerne, député

Il se remarie en 1618 à Mary Bowyer, fille de Thomas Pierson et veuve de sir William Bowyer ; elle est décédée quelques mois plus tard. Il épouse en troisièmes noces Jane Boteler, fille de John Boteler (1er baron Boteler de Brantfield) et sa femme Elizabeth Villiers, demi-sœur de George Villiers (1er duc de Buckingham), à laquelle il doit son avancement ultérieur. Elle se remarie avec William Ashburnham et meurt en 1672. Le troisième mariage du comte aurait provoqué d'âpres querelles de famille.